# Advantaam
Advantaam is een kunstmatige zoetstof, afgeleid van aspartaam. Ze werd ontwikkeld bij het Japanse bedrijf Ajinomoto. Advantaam is ongeveer twintigduizendmaal zoeter dan sucrose; dit is honderdmaal hoger dan aspartaam.

## Regelgeving
In de Europese Unie is advantaam sedert mei 2014 toegelaten als intensieve zoetstof in verschillende categorieën van levensmiddelen (uitgezonderd vlees en gevogelte), als vervanging van caloriehoudende zoetstoffen. Het E-nummer van advantaam is E969. De aanvaarde dagelijkse inname (ADI) voor advantaam is vastgesteld op 5 mg/kg lichaamsgewicht/dag.

## Synthese
De synthese gaat uit van aspartaam en een kaneelaldehydederivaat, 3-hydroxy-4-methoxykaneelaldehyde (HMCA). Hydrogenering hiervan levert 3-(3-hydroxy-4-methoxyfenyl)propionaldehyde (HMPA). Met aspartaam vormt dit een imine, dat door selectieve hydrogenering in advantaam wordt omgezet. Voor de hydrogenering is waterstof en een katalysator op basis van palladium of platinum nodig. Van deze metalen blijft een kleine rest over in het eindproduct. De Europese specificaties voor advantaam leggen een maximale concentratie op van 5,3 mg/kg palladium en 1,7 mg/kg platina in het eindproduct.